# خاطرات هنرپیشه نقش دوم
خاطرات هنرپیشهٔ نقش دوم نمایشنامه‌ای است از بهرام بیضایی، نوشته به سالِ ۱۳۶۰، که «فصلی از تاریخ اجتماعی ایران را در زمان حکومت پهلوی دوم روایت می‌کند.»

## داستان
دو مردِ روستایی (موهبت و ذوالفقار) در واپسین ماه‌های حکومتِ پهلوی به امیدِ یافتنِ کار به شهر می‌روند. کاری که پیدا می‌کنند بدل‌پوشی در تظاهراتِ ساختگی در طرفداری از رژیمِ شاه است. . . .

## متن
این نمایشنامه به سالِ ۱۳۶۰ نوشته شد (تاریخِ انجامش ۱۸ بهمن است) و بهارِ ۱۳۶۲ به توسّطِ انتشاراتِ دماوند به چاپ رسید. بعدها کتاب‌فروشان و وبسایت‌های بسیاری نیز به‌طورِ غیررسمی چاپ و منتشرش کردند. از سالِ ۱۳۹۷ انتشاراتِ روشنگران و مطالعات زنان شد ناشرِ این نمایشنامه.

## نمایش
بیضایی خاطرات هنرپیشهٔ نقش دوم را بر صحنه نبرده: تابستانِ ۱۳۵۸ «طرح این نمایشنامه را نویسنده کوشید پایه‌ی یک کار گروهی و آفرینشیِ بازیگران قرار دهد. ولی بازیگران در صحنه‌های دیگری مشغول بازی بودند.» امّا این نمایشنامه نمایش‌های دیگری داشته است، از جمله با کارگردانیِ هادی مرزبان در جشنوارهٔ تئاترِ فجرِ ۱۳۸۱ و سپس در پاییزِ ۱۳۸۲ با بیش از چهل بازیگر در تماشاخانهٔ سنگلج. سپس‌تر نیز نمایشنامه‌خوانیِ خاطرات هنرپیشهٔ نقش دوم به کارگردانیِ محمّد رحمانیان بر صحنه سرگرفت.

## به دیگر زبان‌ها
خاطرات هنرپیشهٔ نقش دوم به انگلیسی ترجمه و در آمریکا منتشر شده است (مترجم: محمّدرضا قانون‌پرور):
- Memoirs of the Actor in a Supporting Role: A Play. Translated by M. R. Ghanoonparvar. Costa Mesa, CA: Mazda Publishers, Inc. 2010. ISBN 978-1-56859-276-3.